# Isabelle Alfonsi
Isabelle Alfonsi, née en 1979, est une historienne de l'art et galeriste française.

## Biographie
Isabelle Alfonsi suit des études à l'Institut d'études politiques de Paris et à l'University College de Londres.

## Carrière professionnelle
En 2009, Isabelle Alfonsi fonde avec Cécilia Becanovic la galerie d’art contemporain Marcelle Alix, située dans le quartier de Belleville,. La galerie représente des artistes engagés tels que Pauline Boudry / Renate Lorenz ou le duo Louise Hervé et Clovis Maillet.
De 2014 à 2015, Isabelle Alfonsi anime un cycle de conférences organisé par le Centre d'art contemporain d'Ivry-sur-Seine (Crédac). Elle y aborde notamment la question des identités de genre dans les pratiques artistiques contemporaines.

## Publications
En 2018, Isabelle Alfonsi signe la préface de l'ouvrage Art queer. Une théorie freak de Renate Lorenz.
En 2019, elle publie aux éditions B42, Pour une esthétique de l’émancipation. Construire les lignées d’un art queer, un ouvrage qui propose une relecture de l'histoire de l'art sous le prisme du féminisme et du queer,. Elle reprend le concept de lignées à la philosophe Geneviève Fraisse. L'ouvrage s'appuie sur des recherches menées entre Paris et San Francisco.
En 2021, elle participe à l'ouvrage collectif, Art : genre féminin publié en collaboration avec Archives of Women Artists, Research and Exhibitions.

## Ouvrages
- Art Queer. Une théorie freak, Renate Lorenz, Isabelle Alfonsi et Mathieu Kleyebe Abonnenc, éditions B42, Arts et spectacles, 2018  (ISBN 978-2-917855-93-5)
- Pour une esthétique de l’émancipation. Construire les lignées d’un art queer, Paris, éditions B42, 2019, 160 p. (ISBN 978-2490077137)[10]
- Art: genre féminin, Archives of Women Artists Research & Exhibitions (AWARE), La Monnaie de Paris, Université Paris 1 Panthéon-Sorbonne, 2021, 142 p.  (ISBN 9782956053323)